# Rhaphiostylis poggei
Espèce
Rhaphiostylis poggei, est une espèce de plantes appartenant à la famille des Icacinaceae, décrite par Adolf Engler en 1893, endémique du Cameroun.

## Étymologie
Son épithète spécifique fait référence à l'explorateur allemand Paul Pogge.

## Description
Arbuste lianescent. Feuilles oblongs, glabres, acuminées. Pétiole caniculé. Limbe glabre à sommet acuminé. Nervures secondaires s'anastomosent loin du bord du limbe. Nervilles en réseau. Inflorescence fasciculée, multiflore, boutons floraux jaune.[Quoi ?]

## Distribution
Cameroun.[Quoi ?]

## Écologie
Forêt atlantique biafréenne de basse altitude.[Quoi ?]